# Dolichopeza aphotisma
Dolichopeza aphotisma är en tvåvingeart som beskrevs av Alexander 1963. Dolichopeza aphotisma ingår i släktet Dolichopeza och familjen storharkrankar. Inga underarter finns listade i Catalogue of Life.